# 盛世仁傑
《盛世仁傑》（英語：The Greatness Of A Hero，無綫節目巡禮名《狄仁傑傳奇》、前名《盛世人傑》），香港電視廣播有限公司（無綫電視）古裝宮廷電視劇，由鄭則士、陳錦鴻、郭羨妮、廖碧兒及黎耀祥領銜主演，並由陳秀珠、唐寧、李香琴及曹永廉聯合主演，監製梁材遠。
此劇為2008無綫節目精選第二季劇集之一，曾於2008年年尾在翡翠台播出宣傳片，後翡翠台改播《Click入黃金屋》。於2009年至2010年間分別在馬來西亞Astro On Demand、Astro华丽台、澳洲TVBJ、台灣TVBS歡樂台、中國大陸廣東電視台及加拿大新時代電視播出，直到2012年才在翡翠台播映。

## 演員表

### 狄府
| 演員   | 角色     | 暱稱/關係 |
| 李香琴 | 狄太夫人 | 狄仁傑之母 曹月之奶奶 狄青鸞、狄光遠、狄景暉之祖母，有太宗皇帝李世民所賜免死金牌 |
| 鄭則士 | 狄仁傑   | 狄大人 左堂御史，於第2集被貶為洛州長史，於第17集停俸祿一年，於第18集恢復原職，於第20集被立為宰相 狄太夫人之子 曹月之夫 狄青鸞、狄光遠、狄景暉之父 曹展鑑、梁彩蝶之女婿 宋庭玉之上司 武承嗣、武三思、顏瑞雲之天敵 被武承嗣、顏瑞雲陷害 |
| 郭羨妮 | 曹 月    | 狄夫人 首飾工匠 狄仁傑之妻 狄太夫人之媳婦 曹漢同父異母之姊 狄景暉之母 狄青鸞、狄光遠之繼母 楊家喜之前妻 於第19集被武承嗣下令斬首 於第20集狄仁傑幫其向武則天雪冤，並追封「懿德夫人」                                                   |
| 廖碧兒 | 狄青鸞   | 狄都尉、狄姑娘（狄仁傑專用） 狄仁傑之長女 曹月之繼女 宋庭玉之未婚妻 狄太夫人之孫女 狄光遠之姊 狄景暉同父異母之姊 於第20集成為御林軍統領                                                                                               |
| 高鈞賢 | 狄光遠   | 衙門官差 狄仁傑之次子 曹月之繼子 狄太夫人之孫 狄青鸞之弟 狄景暉同父異母之兄 |
| 吳諾弘 | 狄景暉   | 狄太夫人之孫 狄仁傑、曹月之子 狄青鸞、狄光遠之同父異母弟 |
| 廖麗麗 | 金 花    | 狄太夫人之近身丫鬟 |
| 黃樂兒 | 張小如   | 曹月之近身丫鬟 |
| 張國洪 | 高 俊    | 家丁 |
| 蔡考藍 | 小 碧    | 丫鬟 |

### 宋府
| 演員   | 角色   | 暱稱/關係 |
| 朱咪咪 | 張素娥 | 宋庭玉之母 「鴻運賭坊」、「凝香樓」前老闆 於第19集被武承嗣派人所殺 |
| 陳錦鴻 | 宋庭玉 | 宋校尉、宋都統 洛州衙門校尉，後為都統 狄仁傑之下屬 張素娥之子 狄青鸞之已亡未婚夫 曾暗戀上官婉兒 於第16集因私自放宋一虎出監牢，被罰發配 於第18集與突厥王結拜為兄弟，後回東都時升官為「都統」 於第19集被武承嗣派人所殺 於第20集追封為「忠義大將軍」 |
| 劉 江  | 宋祥貴 | 貴叔 宋家之管家 宋一虎之父 |
| 林敬剛 | 宋一虎 | 宋祥貴之子 喜歡花好為保護花好錯手殺死楊嘉喜 於第15集自首，被判15年牢獄 |
| 黃鳳   | 秋 菊  | 張素娥貼身丫鬟 於第19集被武承嗣派人所殺 |

### 曹家
| 演員   | 角色   | 暱稱/關係 |
| 羅樂林 | 曹展鏗 | 梁彩蝶之夫 曹月、曹漢之父 狄仁傑之岳父                                                                             |
| 馮素波 | 梁彩蝶 | 曹展鏗續弦妻子 曹漢之母 曹月之繼母 狄仁傑之岳母                                                                    |
| 郭羨妮 | 曹 月  | 曹展鏗之女 梁彩蝶之繼女 曹漢同父異母之姊 參見狄府                                                                  |
| 鄭俊弘 | 曹 漢  | 曹展鏗、梁彩蝶之子 曹月同父異母之弟 狄仁傑之舅仔 於第4集負責運送高句麗進貢之黃金，失職被賊人掉包 於第5集被流放滄州 |

### 魏王府
| 演員   | 角色   | 暱稱/關係 |
| 黎耀祥 | 武承嗣 | 魏王 武元爽之子 武則天之侄 武三思之堂兄 顏瑞雲之夫，後來反目 武延明、武延德之父 李顯之表哥 狄仁傑之天敵 覬覦太子、皇帝之位 喜歡上官婉兒，後來反目 杀害張素娥、宋庭玉、秋菊、曹月 於第3集派武延德派人放火殺害李顯但不成 於第17集收買下人詠琴聯手逼害顏瑞雲，令其患上失心瘋 於第20集因為與武三思密謀造反失敗而被武則天賜飲毒酒身亡  |
| 李天翔 | 武三思 | 梁王 武則天之侄子 武承嗣之堂弟 李顯之表弟 武延明、武延德之堂叔 狄仁傑之天敵 於第7集受武承嗣指使囤積醫治東都瘟疫之草藥 於第8集獨攬罪名，最後被褫奪紫袍兼停俸祿三年（于第11集被免去刑罚） 因武承嗣提拔，被武则天下令围捕郑萍 于第11集因围捕郑萍有功而被免去所犯之罪 于第19集殺害顏瑞雲 于第20集因為與武承嗣密謀造反失敗被罰流放邊疆 |
| 呂 珊  | 顏瑞雲 | 顏妃 武承嗣之妻，後來反目 武延明、武延德之母 上官婉兒之情敌 狄仁傑之天敵 陷害李顯、狄仁傑 于第17集被武承嗣與下人詠琴聯手逼害，患上失心瘋 於第19集被武三思殺害 |
| 黃長興 | 武延明 | 武大將軍 御林軍大將軍 武承嗣、顏瑞雲之長子 武則天之長侄孫 武三思之堂侄 李顯之表侄 武延德之兄 與秦妃有姦情 於第1集殺害秦妃，欲嫁禍楚妃失敗 於第2集被處斬 |
| 黃嘉樂 | 武延德 | 武少將、武末將 武承嗣、顏瑞雲之次子 武則天之侄孫 武三思之堂侄 李顯之表侄 武延明之弟 上官婉兒之未婚夫 宋庭玉之情敌 御林軍統領 於第3集派人放火殺害李顯但不成 於第20集大義滅親揭發武承嗣所做之壞事，後被武則天解除職務，並陪武承嗣飲毒酒而亡                                                                                         |
| 何俊軒 |        | 王府護院 武承嗣隨從 |
| 鄭世豪 |        | 王府護院 武承嗣隨從 |
| 杜 港  | 添 壽  | 家丁 |
| 蘇麗明 | 詠 琴  | 顏瑞雲貼身丫環 |

### 東都皇宮
| 演員   | 角色     | 暱稱/關係 |
| 陳秀珠 | 武則天   | 武皇陛下、聖上 皇太后→女皇帝 大周君主 李顯之母 韋芳、楚妃、秦妃之家婆 武承嗣、武三思之姑媽 武延明、武延德之姑婆 寵信上官婉兒 重用狄仁傑 |
| 曹永廉 | 李 顯    | 王爺 皇帝→廬陵王→太子 武則天之三子 韋芳、楚妃、秦妃之夫 武承嗣之表弟 武三思之表哥 武延明、武延德之表叔 原為皇帝，14年前因口出狂言被武則天廢為「廬陵王」而長居房州 於第3集險被武延德派人放火險遭殺害 於第6-8集以林公子身份作客狄家 被貶廬陵王期間潛心鑽研醫術 於第8集決定相助狄仁傑為熱瘟病者（洛州鄉民）治病 於第8集向洛州鄉民表示廬陵王身份 於第8集回宮，並與武則天和好 於第20集（698年）被武則天再次冊立為皇嗣，繼承大統 |
| 姚嘉妮 | 韋 芳    | 韋妃 皇后→廬陵王妃→太子妃 韋玄貞之女 楚妃之天敵 居於永壽宮 於第17集被楚妃以「厭勝之術」陷害，後反陷害楚妃 |
| 朱慧敏 | 楚 妃    | 盧陵王妃 居於永寧宮 韋芳之天敵 曾被武延明駕嫁禍為殺害秦妃之兇手 於第17集以「厭勝之術」陷害韋芳，後反被陷害 於第18集被武則天賜白綾上吊身亡 |
| 葉翠翠 | 秦 妃    | 盧陵王妃 與武延明有姦情，懷有其孽種 於第1集被武延明殺害 |
| 唐 寧  | 上官婉兒 | 上官学士 唐代女学士 鄭萍之女 曾被宋庭玉暗戀 與武延德相戀 祖父上官儀與父親上官庭芝獲罪遭誅後，後隨母親被發配入內庭為奴 後因聰慧善文得武則天重用及寵信，掌管後宮制誥多年 |
| 李彩寧 | 綺 梅    | 宮女 原為魏王府下人、經顏瑞雲介紹入宮，后於御膳房工作 顏瑞雲指使更換武則天所服用之藥物 因屢次向顏瑞雲索取首飾，於第9集被逼投井自盡 |
| 謝兆韵 | 翠 竹    | 宮女 楚妃之近身侍婢 被韋芳收買 在楚妃「厭勝之術」事件中被遣回鄉，被韋妃滅口 |
| 岑寶兒 | 翠 蓮    | 宮女 原為秦妃之近身侍婢 後為韋妃之近身侍婢 |
| 鍾 煌  | 綺 蘭    | 宮女 上官婉兒之近身侍婢 |
| 劉桂芳 | 淑 娘    | 武則天之近身侍婢 |
| 許明志 | 徐公公   | 太監 |
| 李麗麗 | 鄭 萍    | 萍娘 上官婉兒之母 為武則天提供花卉 對武則天抱有怨念，透過牡丹花向其下毒 因毒殺武則天不成，於第11集用狄青鸞的配刀自盡 |
| 王德基 |          | 太監 |
| 日 伽  |          | 宮女 |
| 阮 兒  |          | 宮女 |
| 鄒永彪 | 鄭 成    | 待衛 |
| 莊狄生 | 關 炳    | 侍衛 |
| 楊鴻俊 | 陳有福   | 侍衛 |
| 李鴻   | 孫太醫   | 宮中太醫 於第1集被武延明收買掩飾秦妃懷有孽種 於第2集被押入天牢 |
| 張笑千 |          | 侍衛甲 |
| 王偉樑 | 太 醫    | |

### 凝香樓
| 演員   | 角色   | 暱稱/關係                             |
| 朱咪咪 | 張素娥 | 「鴻運賭坊」、「凝香樓」老闆 參見宋家 |
| 林淑敏 | 花 好  | 賣藝不賣身的歌女 喜歡宋一虎           |
| 曾愛媚 | 月 圓  | 妓女                                  |
| 卓 姿  | 良 辰  | 妓女                                  |
| 周寶霖 | 美 景  | 妓女                                  |
| 李美慧 |        | 妓女                                  |
| 趙希洛 |        | 妓女                                  |
| 蕭凱欣 |        | 妓女                                  |
| 張韋怡 |        | 妓女                                  |
| 招石文 | 龜 奴  |                                       |

### 其他演員
| 演員   | 角色       | 暱稱/關係 |
| 黃智賢 | 阿史那默啜 | 遷善可汗 突厥王 喜歡上官婉兒 曾參與三項比試（第13集）： #鬥武戰勝武延德 #鬥智輸給狄仁傑 #鬥酒輸給武承嗣 宋庭玉結拜大哥（第18集） |
| 鄺佐輝 | 張柬之     | 刑部侍郎 狄仁傑好友 於第20集被武則天命拿下武承嗣、武三思二人                                                                     |
| 張漢斌 | 彭大人     | 文武百官，支持狄仁傑 |
| 陳勉良 | 霍大人     | 文武百官，支持武承嗣 受武三思指使自殘，並訛稱被杜三和鐵戰所傷                                                                    |
| 游 飈  | 趙大人     | 文武百官，支持武承嗣 受武三思指使自殘，並訛稱被杜三和鐵戰所傷                                                                    |
| 曾守明 | 岑大人     | 文武百官 |
| 趙敏通 | 文武百官   | |
| 陸駿光 | 文武百官   | |
| 霍建邦 | 文武百官   | |
| 何慶輝 | 文武百官   | |
| 陳少邦 | 喬 泰      | 狄仁傑之下屬 |
| 江 暉  | 馬 榮      | 狄仁傑之下屬 |
| 胡麒豐 | 張 標      | 狄仁傑之下屬 |
| 魏惠文 | 何 狗      | 宮中工匠（第1集） |
| 孫季卿 | 白夫子     | 洛州百姓 |
| 羅天池 | 阿 胡      | 洛州百姓 |
| 彭冠中 | 阿 利      | 洛州百姓 |
| 羅君左 | 阿 吉      | 洛州百姓 |
| 李啟傑 | 阿 蘇      | 洛州百姓 |
| 潘冠霖 | 阿 芬      | 洛州百姓 |
| 鄭家生 | 張 銅      | 何二家之夫 於第2集因不滿妻子爛賭而誣告被其所傷（實為自己所傷）                                                                   |
| 黃梓瑋 | 何二家     | 張銅之妻 於第2集被狄仁傑罰在家中照顧張銅直至康復                                                                                 |
| 曾梓明 |            | 侍衛長（第3集） |
| 單偉俊 | 楊敬軒     | 武舉人考生（第3集） |
| 李 豪  |            | 武舉人考生（第3集） |
| 鄭嘉俊 | 杜 安      | 武舉人考生（第3集） |
| 梁建平 | 沈老闆     | 珠寶舖老闆 因宮女綺梅變賣顏瑞雲所送之珠釵，最後店舖被武承嗣查封並下落不明（第3集起）                                             |
| 張松枝 | 楊嘉喜     | 曹月前夫 多年前不滿曹月被盜賊玷汙而休妻 本為富翁但家道中落 被武三思收買弄得狄家家無寧日 於第14集欲強暴花好失手反被宋一虎所殺     |
| 李岡龍 | 裴 常      | 裴大人 運送貢金官員 於第4集因失職被送入天牢 第5集因失職被流放滄州                                                                |
| 李善恆 | 黃 強      | 運送貢金士兵 於第4集因失職被送入天牢 於第5集因失職被流放滄州                                                                     |
| 沈震軒 | 麥子國     | 運送貢金士兵 於第4集因失職被送入天牢 於第5集因失職被流放滄州                                                                     |
| 馬貫東 | 馬榮為     | 運送貢金士兵 於第4集因失職被送入天牢 於第5集因失職被流放滄州                                                                     |
| 關 菁  | 善因大師   | 淨土寺高僧 於第4集盜取高句麗進貢黃金 於第5集被斬首                                                                               |
| 趙國東 |            | 貢金盜賊 善因大師之同黨，被其滅口（第4集）                                                                                       |
| 游旭明 |            | 貢金盜賊 善因大師之同黨，被其滅口（第4集）                                                                                       |
| 楊永熙 |            | 貢金盜賊 善因大師之同黨，被其滅口（第4集）                                                                                       |
| 白嘉曉 |            | 貢金盜賊 善因大師之同黨，被其滅口（第4集）                                                                                       |
| 陳志健 |            | 衙差／獄卒 被武三思收買私放杜三和鐵戰 被杜三和鐵戰所殺（第4集起）                                                                |
| 凌禮文 | 善行大師   | 淨土寺住持（第4集起） |
| 王天就 |            | 孝子（第4集） |
| 趙樂賢 |            | 守門士兵（第4集） |
| 黃子衡 | 余公子     | 孝子（第5集） |
| 顏桂洲 |            | 衙差（第5集） |
| 黃成想 | 關 成      | 吉祥賭坊新老闆（第5集） |
| 何傲兒 |            | 樂師（第5集） |
| 陳尉而 |            | 樂師（第5集） |
| 冼灝英 | 柳飛楊     | 柳大哥 張玉娥江湖晚輩 於第7集協助宋庭玉尋得草藥囤積之處                                                                          |
| 梁雄   | 張大人     | 鄭州官員（第7集） |
| 張達倫 | 蔡師爺     | 鄭州衙門師爺（第7集） |
| 李海生 | 李富商     | 洛州富商 曾捐錢予洛州縣衙購買草藥（第7、8集）                                                                                    |
| 曾健明 | 劉富商     | 曾捐錢予洛州縣衙購買草藥（第7、8集）                                                                                             |
| 姚浩政 | 阿 洪      | 柳飛楊手下（第7、8集） |
| 區靄玲 |            | 貴 婦（第2集） |
| 卓 躍  |            | 工人（第10、11集） |
| 楊證樺 |            | 工人（第10、11集） |
| 寧 靜  |            | 工人（第10、11集） |
| 邵卓堯 | 朮 金      | 突厥官員 |
| 盧永匡 | 工 頭      | （第10、11集） |
| 陳建文 | 阿 洪      | 洛州鄉民 |
| 鍾智文 | 成 安      | 楊嘉喜投宿客棧之店小二（第14集）                                                                                                 |
| 何啟南 | 杜 三      | 監獄逃犯 於第17集被宋庭玉逮捕後自殺身亡                                                                                          |
| 郭卓樺 | 鐵 戰      | 監獄逃犯 於第16集被狄青鸞所殺身亡                                                                                                |
| 陳榮峻 | 嚴铁山     | 嚴將軍 靈州將軍 於第18集被武承嗣下令毒害盧陵王、狄仁傑、狄青鸞、宋庭玉未遂，服毒自盡                                             |
| 江梓瑋 | 陸副將     | 嚴铁山部下 於第18集被武承嗣下令毒害盧陵王、狄仁傑、狄青鸞、宋庭玉未遂，服毒自盡                                                  |

## 記事
- 2007年12月28日：此劇於12:30在將軍澳電視廣播城一廠外灰位舉行試造型記者會。
- 2008年1月30日：此劇於16:30在將軍澳電視廣播城十三廠舉行開廠拜神儀式。
- 2012年3月31日：此劇於14:30在將軍澳東港城舉行《盛世仁傑》之「君臨天下創盛世」宣傳活動。[3]
- 2012年4月14日：此劇於12:30在將軍澳新都城II期L1天幕廣場舉行《盛世仁傑》之「比才招『傑』」宣傳活動。[4]

## 穿崩及剪舊片段
有網民發現，2012年4月25日播映的《盛世仁傑》第18集套用1987年無綫劇集《成吉思汗》戰爭場面，批評無綫「慳皮縮骨」（吝嗇）。2012年4月28日，梁材遠接受《香港蘋果日報》電話訪問時表示，《盛世仁傑》用了部份《成吉思汗》片段，但這作法不代表他們不認真製作，否則不會有高收視；會接受觀眾意見，日後再作檢討。

## 收視

### 香港收视
以下為本劇於翡翠台、高清翡翠台之收視紀錄： 
| 週次 | 集數  | 日期                  | 平均收視 | 最高收視 | 百分比 |
| 1    | 01-05 | 2012年4月2日-4月6日   | 28點     | 32點     |        |
| 2    | 06-10 | 2012年4月9日-4月13日  | 30點     | 34點     |        |
| 3    | 11-15 | 2012年4月16日-4月20日 | 31點     | 36點     |        |
| 4    | 16-20 | 2012年4月23日-4月27日 | 31點     | 34點     |        |

- 全劇平均收視30點

### 广州收视
以下為本劇於广东电视台珠江频道首播之收視紀錄：
| 集数  | 日期                 | 收视 |
| ----- | -------------------- | ---- |
| 1-10  | 2010年6月28日-7月4日 | 3.04 |
| 11-20 | 2010年7月5日-7月11日 | 3.50 |